# 神明神社 (各務原市蘇原野口町)
神明神社（しんめいじんじゃ）は、岐阜県各務原市蘇原野口町に鎮座する神社（神明神社）。

## 概要
創建時期は不明。
1909年（明治42年）、稲葉郡蘇原村大字野口（現・各務原市蘇原野口町）内の無格社（北野天満宮、稲荷神社、秋葉神社、熊野神社）を合祀する。
1982年（昭和57年）12月17日に岐阜県神社庁より銀幣社の指定を受ける。1991年（平成3年）に合祀されていた北野天満宮と稲荷神社が境内社となり独立した建物を新築する。

## 祭神
- 天照大御神

## 合祀
- 秋葉神社
- 熊野神社

かつての加佐美神社の三之宮。

## 境内社
- 北野天満宮
- 野口稲荷神社
- 山神